# Anton Viktor af Østrig
Ærkehertug Anton Viktor af Østrig (31. august 1779 – 2. april 1835) var en østrigsk ærkehertug, der var søn af den Tysk-romerske kejser Leopold 2. og yngre bror til kejser Frans 2.. 
Ærkehertug Anton Viktor var stormester af Den Tyske Orden fra 1804 til 1835. Han var desuden en kort overgang ærkebiskop og kurfyrste af Köln og biskop af Münster, men nåede aldrig at tiltræde disse embeder, før begge disse territorier blev sekulariseret i 1803. Fra 1816 til 1818 var han vicekonge af Lombardiet-Venetien.

## Eksterne links
- Wikimedia Commons har flere filer relateret til Anton Viktor af Østrig